# Veleroniopsis
Veleroniopsis is een geslacht van kreeftachtigen uit de klasse van de Malacostraca (hogere kreeftachtigen).

## Soort
- Veleroniopsis kimallynae Gore, 1981